# بيرمان ستيفيرني
بيرمان ستيفيرني (بالإنجليزية: Bermane Stiverne)‏ مواليد 1 نوفمبر 1978 في بلين الشمالية، هايتي، هو ملاكم كندي يصنف ضمن فئة الوزن الثقيل. حقق بطولة المجلس العالمي للملاكمة.

## إحصائيات
خاض خلال مسيرته 30 نزالا، فاز في 25 وتعادل في 1 وخسر في 4. فاز بالضربة القاضية في 21 نزالا.

## وصلات خارجية
- بيرمان ستيفيرني على موقع بوكس ريك (الإنجليزية) (registration required)

- الموقع الرسمي